# Un espion nommé Nelly
Pour plus de détails, voir Fiche technique et Distribution.
Un espion nommé Nelly (Κατάσκοπος Νέλλη (Kataskopos Nelli)) est un film grec réalisé par Takis Vougiouklakis (en) et sorti en 1981.
Le film fut un échec commercial, ne tenant que trois semaines à l'affiche avec un peu plus de 130 000 entrées. Cette déception poussa Alíki Vouyoukláki à prendre définitivement sa retraite.

## Synopsis
En 1936, à Berlin, Nelly (Alíki Vouyoukláki), une étudiante grecque, abandonne ses études pour chanter dans un cabaret. Elle est aidée par Vily Foster, un juif. Elle devient vite célèbre et attire l'attention du colonel Heinrich, un SS ainsi que d'un jeune écrivain Brian Robert. Quand la guerre commence, Nelly, Vily et Robert partent en Grèce et entrent dans la résistance. Nelly continue ses tours de chant, dans un club fréquenté par des officiers SS. Quand son réseau est trahi, elle est soupçonnée. En fait, le traître est Robert, qui est amoureux d'elle. Pour se venger d'avoir été éconduit, il est devenu officier SS.

## Fiche technique
- Titre : Un espion nommé Nelly
- Titre original : Κατάσκοπος Νέλλη (Kataskopos Nelli)
- Réalisation : Takis Vougiouklakis (en)
- Scénario : Níkos Fóskolos
- Direction artistique :
- Décors : Giannis Kasridis et Kostas Papahristos (en)
- Costumes : Alíki Vouyoukláki
- Photographie : Aris Stavrou
- Son : Andreas Achladis
- Montage : Vassilis Syropoulos
- Musique : Giorgos Katsaros
- Production :  Karagiannis-Karatzopoulos
- Pays d'origine :  Grèce
- Langue : grec
- Format :  Couleurs
- Genre : Film dramatique, Film de guerre
- Durée : 116 minutes
- Dates de sortie : 1981

## Distribution
- Alíki Vouyoukláki
- Faidon Georgitsis (el)
- Danis Katranidis (el)
- Kaiti Lampropoulou (el)
- Makis Revmatas (el)
- Dinos Iliopoulos (el)
- Makis Panorios (el)
- Tasos Perzikianidis
- Arietta Moutousi
- Giannis Fyrios (el)